# Epidendrum imperator
Epidendrum imperator är en orkidéart som beskrevs av Eric Hágsater. Epidendrum imperator ingår i släktet Epidendrum och familjen orkidéer.
Artens utbredningsområde är Colombia. Inga underarter finns listade i Catalogue of Life.